# 정치인 (축구 선수)
정치인(1997년 8월 21일 ~ )는 대한민국의 축구 선수이다.

## 유소년 경력
대구공업고등학교 시절에는 권역 득점 1위를 차지한 바 있으며, 전국체전에서 3경기 연속 득점을 넣는 등 팀이 준우승을 차지하는 데 기여했다.

## 클럽 경력
대구공업고등학교를 졸업하고 바로 프로에 진출했다. 2016 시즌을 앞두고 대구 FC에 입단하였다.
2021년 6월 29일에 치러진 유나이티드 시티 FC와의 경기에서 프로 데뷔 골을 기록했다.